# La Naissance de la physique dans le texte de Lucrèce
La Naissance de la physique dans le texte de Lucrèce est un livre du philosophe français Michel Serres, publié aux Éditions de Minuit en 1977. Il s'agit d'une étude d'histoire et de philosophie de la physique qui remonte jusqu'à l'œuvre du philosophe romain Lucrèce, le traité De la nature des choses.